# Utaik
Az utaik (angolos írásmóddal: Utai) a Csillagok háborúja elképzelt univerzumának egyik értelmes faja.

## Leírásuk
Az utaik alacsony, emlősszerű értelmes lények. Az Utapau nevű bolygón kifejlődött két értelmes fajának az egyike. Az utaik tömzsik, kerek fejűek, szemük dülledt. Átlagmagasságuk 1,22 méter. A bőrük halvány rózsaszín és nincs rajta szőrzet. A fekete, üveges szemük vastag nyúlványokon ül. Sötétben is jól látnak. A fejük hátul megnyúlt; szájuk kicsi. A kezükön három ujj és egy hüvelykujj, míg a lábukon csak két lábujj van.
A pau’anokhoz képest igen rövid életűek. Anyanyelvük az utai nyelv, de beszélik az utapai nyelvet és a galaktikus közös nyelvet is. Mindenevők, egyaránt megeszik a sült húst és a nyers ételt is; a táplálékuk az óriási szakadéküregekben levő barlangokból kerül elő.
Nem vesznek részt a bolygó adminisztratív ügyeinek intézésében, az űrutazás sem érdekli őket. Néha rövid-nek nevezik őket alacsonyságuk és egyúttal a pau’anokhoz képest rövid élettartamuk miatt.

## Történelmük
Az ősutaik a víznyelőkben és barlangokban fejlődtek ki, illetve most is ott laknak. A bolygó másik értelmes faja, a pau'anok a felszínen alakultak ki, de aztán igen erős szelek kezdtek tombolni az Utapau felszínén, és a pau'anok kénytelenek voltak az óriás víznyelőkbe lehúzódni. A két faj annyira egyezett egymással, hogy az utaik elfogadták a pau'anokat uraiknak, vezetőiknek. Manapság ez a kis, tömzsi faj az alsóbbrendű munkákat végzi el e bolygón. Az utapaui közgyűléseken sem vesznek részt, jogaikat egy pau'an képviseli.
Az utaik a mélyen fekvő barlangokban akvakultúra segítségével nevelnek növényeket és állatokat, amiket saját élelmezésükhöz használnak fel. 
Az utaiknak megvan az a képességük, hogy értekezzenek az állatokkal; emiatt ők szelídítik meg a bolygón őshonos varactylokat és a szárnyas dactillionokat.

## Megnevezett utaik
- Senin Vant – férfi; vadászpilóta parancsnok
- Muerdo – férfi; a huttok egyik kéme

## Megjelenésük a filmekben, könyvekben, videojátékokban
Az utaikat „A Sith-ek bosszúja” című filmben láthatjuk először. Azóta e filmről szóló könyvekben, képregényekben és videojátékokban is szerepeltek e faj képviselői.

## Fordítás
- Ez a szócikk részben vagy egészben az Utai című Wookieepedia-szócikk fordítása. Az eredeti cikk szerkesztőit annak laptörténete sorolja fel.